# Erik Hildebrand
Erik Hildebrand, född 2 mars 1880 i Stockholm, död 27 juli 1954, var en svensk kommunalman. Han var son till riksantikvarie Hans Hildebrand.
Hildebrand blev juris kandidat vid Uppsala universitet 1903, var tjänsteman vid Stockholms Enskilda Banks notarieavdelning 1908–1910, biträdande sekreterare hos Stockholms stadsfullmäktiges beredningsutskott samt sekreterare hos Stockholms gas- och elektricitetsverksstyrelse 1911–1920, blev sekreterare i Stockholms stadskansli 1920, t.f. kanslichef 1924 och var kanslichef från 1927. Han var vice auditör vid flottan 1907–1915, auditör där från 1916 och vice krigsdomare från 1923. Erik Hildebrand är begravd på Solna kyrkogård.